# Repsol
A Repsol é uma empresa multinacional espanhola de energia e petroquímica com sede em Madri. Ela está envolvida em atividades mundiais de upstream e downstream. No Forbes Global 2000 de 2022, foi classificada como a 320ª maior empresa pública do mundo. Em 2022, ela tinha 24.000 funcionários em todo o mundo.
É a 15ª maior petroleira do mundo e a maior companhia energética privada hispano-americana, em termos de volume de ativos. Opera em mais de 30 países e emprega mais de 37.000 pessoas. Em 2017, a marca Repsol foi avaliada em 2,538 milhões de dólares, tornando-a a 9ª marca mais valiosa da Espanha, segundo o ranking BrandZ.

## História
- 1981: Criação do INH (Instituto Nacional de Hidrocarburos), organismo público responsável pela integração das diferentes companhias de gás e petróleo, nas quais o Estado espanhol tinha participação majoritária ou era o único proprietário.
- 1986: Criação do grupo Repsol, cujo acionista único era o INH. Repsol aglutina as companhias em que o Estado espanhol tinha participação majoritária, nas áreas de exploração e produção, refino e distribuição, química e gás natural liquefeito.
- 1989: 26% do capital da Repsol é privatizado.
- 1991: Criação da Gas Natural SDG, que absorvia as atividades do INH no tocante ao gás.
- 1993: Entrada da Repsol em Portugal, na área dos combustíveis, lubrificantes e gás engarrafado.
- 1997: O estado espanhol conclui o processo de privatização da companhia.
- 1997: Entrada no mercado brasileiro.
- 1999: A Repsol compra a YPF e o grupo passa a chamar-se Repsol YPF.[4]
- 2004: A Repsol compra os postos, o negócio do GLP e gás engarrafado que a Shell tinha até então em Portugal.[5]
- 2008: Desinvestimento na área de comercialização de combustíveis no Brasil.[6]
- 2009: Por uma estratégica de mercado, a companhia adotou a denominação social Repsol Brasil.
- 2010: Ampliação de capital no Brasil subscrita na sua totalidade pela petrolífera chinesa Sinopec. A companhia passa a se chamar Repsol Sinopec Brasil.
- 2012: O governo Argentino nacionaliza a YPF e expropria 51% do patrimônio da YPF pertencentes à Repsol.[7]

## Atuação
Atua nas áreas de:
- Exploração e produção;
- Refino e distribuição;
- Química;
- Gás natural.

Seus dois principais mercados são a Espanha e Portugal. No Brasil iniciou as atividades em 1997 e atualmente atua na área de Upstream por meio de uma ampliação de capital subscrita em sua totalidade pela Sinopec, que deu origem à Repsol Sinopec Brasil.
Patrocina também a equipe oficial da Honda na MotoGP, com nome de Repsol Honda, desde 1995.
A empresa ficou famosa também pela plotagem estilizada em alguns veículos de passeio e motocicletas esportivas.

## Presença no Brasil
A história da Repsol no Brasil começou quando a Repsol Espanha comprou a subsidiária brasileira da YPF, tradicional petrolífera argentina que operava no Brasil desde 1997. Com a aquisição, surgiu a Repsol YPF Brasil que incorporou todas as instalações da YPF no país. Nesse início, as atividades se concentravam nas áreas de refino e distribuição de combustíveis.
A Repsol foi pioneira no processo de abertura do setor energético brasileiro e teve destacada atuação nos processos de licitação do segmento de exploração e produção de petróleo. Foi a primeira empresa privada a investir no refino nacional, após a abertura do setor, ao associar-se à Refinaria de Manguinhos, no Rio de Janeiro. Também foi pioneira no desenvolvimento de projetos de gás natural, através da importação de gás da Bolívia e da Argentina para as Usinas Termoelétricas de Uruguaiana e Cuiabá.
Através do Acordo de Intercâmbio de Ativos assinado com a Petrobras, em dezembro de 2001, a Repsol passou a controlar 30% da Refinaria Alberto Pasqualini (Refap), no Rio Grande do Sul. Como parte do acordo, também recebeu uma rede de estações de serviço concentrada nas regiões Centro-Oeste, Sudeste e Sul do Brasil; além de uma participação de 10% no campo Albacora Leste, um dos maiores campos de petróleo do país. Desde então, a companhia firmou parcerias com a Petrobras em diversos projetos de Downstream, Upstream e gás, inclusive para o desenvolvimento de projetos termelétricos. Com a criação de novas áreas de negócio, a Repsol ampliou sua presença no mercado nacional.
Durante dez anos, a companhia atuou nos mercados de revenda e consumo, oferecendo produtos e serviços para postos e clientes finais, especialmente nas regiões Sul, Sudeste e Centro-Oeste do Brasil. No entanto, como parte do Plano Estratégico 2008-2012, em 2008, a empresa fechou um acordo com o grupo AleSat Combustíveis para a venda das atividades de comercialização de combustíveis no país. A operação incluiu a aquisição da rede de 327 postos de serviços com bandeira Repsol, infraestrutura comercial, logística e os negócios complementares das lojas de conveniência, vendas diretas e asfaltos.
Na área de Downstream, a companhia manteve os negócios de GLP e lubrificantes. Tendo o primeiro iniciado suas operações de comercialização de GLP em 2004 e o segundo em 1998, com a incorporação da YPF.
Em 30 de abril de 2009, por uma estratégica de mercado, a companhia adotou a denominação social Repsol Brasil para aproximar ainda mais a companhia do público brasileiro.
Já em 2010, a Repsol Brasil realizou uma ampliação de capital de mais de US$ 7,1 bilhões, subscrita na sua totalidade pela chinesa Sinopec. A operação deu lugar a uma empresa de US$ 17,8 bilhões em valor de mercado, na qual 60% cabem à Repsol e os 40% restantes são da Sinopec.
O aporte de fundos dessa operação permitirá que a companhia realize os investimentos necessários para o total desenvolvimento dos seus ativos no Brasil, incluindo os dois campo produtivos (Albacora Leste e Sapinhoá), dois campos em desenvolvimento (Piracucá e Carioca) e nove blocos exploratórios e áreas identificadas com grande potencial. Além dessas áreas, a companhia possui o desafio de operar o bloco BM-C-33, em águas profundas da Bacia de Campos, a maior descoberta já feita por uma empresa privada de petróleo no Brasil até 2012, que contém reservas estimadas de mais de 700 milhões de barris de petróleo e três trilhões de pés cúbicos (tcf) de gás, equivalentes a 545 milhões de barris de petróleo.